# Bufotes balearicus
Bufotes balearicus – gatunek (lub podgatunek) płaza bezogonowego z rodziny ropuchowatych występujący we Włoszech, na Korsyce oraz Balearach. Dorasta do 10 cm długości i z wyglądu przypomina ropuchę zieloną (Bufotes viridis). Gatunek najmniejszej troski (LC) w związku z rozległym zasięgiem występowania oraz dużymi rozmiarami populacji.

## Pozycjataksonomiczna
Przez niektórych badaczy uważany za podgatunek ropuchy zielonej (Bufotes viridis), z którą krzyżuje się w strefie kontaktu (ang. contact zone) o długości 63 km na południowy wschód od włoskiego jeziora Lago di Garda.

## Wygląd
Płaz ten dorasta do 7–10 cm długości i z wyglądu przypomina ropuchę zieloną, od której różni się występowaniem czerwonych lub brązowawych kropek na gruczołach przyusznych oraz czerwonawo-pomarańczowym ubarwieniem.

## Zasięg występowania i siedlisko
Występuje w dużej części Włoch, w tym na Sardynii (i okolicznych wysepkach) oraz we wschodniej części Sycylii. Spotykany również na francuskiej wyspie Korsyce oraz na hiszpańskich Balearach (gdzie został najprawdopodobniej introdukowany w epoce brązu).
W środkowych Włoszech płaz ten spotykany jest na wysokościach 0–1330 m n.p.m. Zazwyczaj spotykany jest natomiast na terenach nizinnych, gdzie zasiedla obszary przybrzeżne, tereny uprawne oraz obszary miejskie.

## Status i ochrona
IUCN klasyfikuje B. balearicus jako gatunek najmniejszej troski (LC) w związku z rozległym zasięgiem występowania oraz dużymi rozmiarami populacji.
Na Balearach pobór wody, urbanizacja oraz zanieczyszczenia doprowadziły do utraty części zbiorników rozrodczych. Na wyspach tych zagrażać mu może również fragmentacja siedliska. Gatunek ten występuje na obszarach chronionych, a na niektórych obszarach Ibizy przeprowadzono jego reintrodukcję oraz odtworzono zniszczone siedliska. B. balearicus wymieniony jest w załączniku II konwencji berneńskiej oraz w załączniku IV dyrektywy siedliskowej Unii Europejskiej (jako Bufo viridis).